# ديريك أرمسترونغ (لاعب كرة قدم كندية)
ديريك أرمسترونغ هو لاعب كرة قدم كندية كندي، ولد في 19 يونيو 1981 في بيرث ‏ في كندا.

## وصلات خارجية
- ديريك أرمسترونغ على موقع JustSportsStats.com (الإنجليزية)